# Óscar Cortés (ur. 2003)
Oscar Cortés (ur. 3 grudnia 2003 w Tumaco) – kolumbijski piłkarz, występujący na pozycji napastnika w kolumbijskim klubie Millonarios FC oraz w reprezentacji Kolumbii

## Kariera
Na podstawie:
| Klub           | Miasto | Debiut                                              | Sukcesy | Mecze w międzynarodowych pucharach |
| -------------- | ------ | --------------------------------------------------- | ------- | --- |
| Millonarios FC | Bogota | 22 stycznia 2022 Deportivo Pasto 0:1 Millonarios FC | –       | CD Universidad Católica 0:0 Millonarios FC 2:1 CD Universidad Católica Millonarios FC 1:1 Atlético Mineiro 3:1 Millonarios FC 3:0 Defensa y Justicia CA Peñarol 0:2 Millonarios FC 1:1 América Futebol Clube |

## Statystyki

### Klubowe[1][2]
(aktualne na dzień 6 czerwca 2023)
| Klub           | Sezon   | Liga                | Liga  | Liga   | Puchar krajowy | Puchar krajowy | Kontynentalne | Kontynentalne | Suma  | Suma   |
| Klub           | Sezon   | Liga                | Mecze | Bramki | Mecze          | Bramki         | Mecze         | Bramki        | Mecze | Bramki |
| -------------- | ------- | ------------------- | ----- | ------ | -------------- | -------------- | ------------- | ------------- | ----- | ------ |
| Millonarios FC | 2022    | Categoría Primera A | 8     | 0      | 1              | 1              | –             | –             | 9     | 1      |
| Millonarios FC | 2023    | Categoría Primera A | 9     | 5      | 0              | 0              | 7             | 1             | 16    | 6      |
| Millonarios FC | Łącznie | Łącznie             | 17    | 5      | 1              | 1              | 7             | 1             | 25    | 7      |

### Reprezentacyjne[3]
(aktualne na dzień 6 czerwca 2023)
Zawodnik nie rozegrał jeszcze żadnego meczu w kadrze seniorskiej. Otrzymał powołanie na mecz, ale nie zagrał ani minuty.

## Osiągnięcia
Na podstawie:

### Klubowe
(aktualne na dzień 6 czerwca 2023)
Brak ważniejszych osiągnięć.

### Reprezentacyjne
(aktualne na dzień 6 czerwca 2023)
Brak ważniejszych osiągnięć.